# Španjel
Španjel (izraz je prvotno pomenil Španec) je skupina pasjih pasem, ki so bile vzgojene za lov, konkretno za preganjanje plena iz gostega rastja in prinašanje ustreljenih ptičev. Do 17. stoletja se je v Združenem kraljestvu skupina razdelila na »kopenske« in »vodne« pasme. Slednje so gojili za prinašanje ustreljenih vodnih ptičev, kopenske pasme pa bodisi za zganjanje plena proti lovcu z mrežo, bodisi za preganjanje plena iz gostega rastja.
Njihova značilnost so dolga, svilena dlaka in dolga, povešena ušesa. Danes so mnoge pasme priljubljeni hišni ljubljenčki.